# Kap Fiske
Kap Fiske ist ein Kap an der Lassiter-Küste des Palmerlands auf der Antarktischen Halbinsel. Es markiert das östliche Ende der Smith-Halbinsel und zugleich die südöstliche Begrenzung der Einfahrt zum Keller Inlet.
Fotografiert wurde es bei einem Überflug während der United States Antarctic Service Expedition (1939–1941) im Dezember 1940. Weitere Luftaufnahmen entstanden bei der Ronne Antarctic Research Expedition (1947–1948), die in Zusammenarbeit mit dem Falkland Islands Dependencies Survey eine Vermessung des Gebiets durchführte. Der Expeditionsleiter Finn Ronne benannte das Kap nach Clarence Oliver Fiske (1922–1992), einem Klimatologen der Forschungsreise.